# Gäddegyl, Skåne
Gäddegyl är en sjö i Osby kommun i Skåne och ingår i Skräbeåns huvudavrinningsområde.